# 小笠原貞任
小笠原 貞任（おがさわら さだとう）は、江戸時代の浪人。小笠原貞頼の曾孫と称した。通称は宮内。

## 経歴
1727年（享保12年）に貞任は、曾祖父・貞頼が徳川家康の命を受けて1593年（文禄2年）に小笠原諸島を発見したという『巽無人島記』の記述をもとに、小笠原諸島への渡航と領有権を町奉行・大岡忠相に願い出た。翌年に一度は許可されたものの、先遣隊として1733年（享保18年）に大坂から出発した甥の小笠原長晁（ながあき）が遭難してしまい消息を絶ってしまう。貞任は再度の渡航を願い出たが、貞任の出自を怪しんだ奉行所の調べにより『巽無人島記』は偽書と断定され、関わり合い（連座）を恐れた小倉藩主の小笠原宗家からも親族関係を否定されてしまった。このために1735年（享保20年）貞任は罪に問われ、財産没収と重追放に処せられた。

## 巽無人島記
貞任が貞頼探検の証拠として提示した巽無人島記は内容が富国寿丸による探検報告と著しく相違しており、かつ亜熱帯に位置する小笠原諸島ではありえない記述が多くみられている。
このため貞任が提出した巽無人島記については偽書とみなされている。

## 小笠原島
1669年（寛文9年）に長右衛門らが漂着して以降、人が住んでいないため無人島（ぶにんじま）と呼ばれていた小笠原諸島は、この一連の騒動によって「小笠原」の島名も定着していくこととなる。

## 作品
- 新田次郎『小笠原始末記』- 貞任を題材にした短編小説。